# Герб Уппланда
Герб Уппланда (швед. Upplands vapen) — символ исторической провинции (ландскапа)
Уппланд, Швеция. Также используется как герб современного административно-территориального образования лена Уппсала и элемент герба  лена Стокгольм.

## История
Герб ландскапа известен из описания похорон короля Густава Вазы 1560 года. С тех пор герб используется без изменений.
В 1939 году утверждён как герб лена Уппсала.

## Описание (блазон)
В червлёном поле золотая держава.

## Содержание
Держава символизирует духовную и светскую власть.
Герб ландскапа может увенчиваться герцогской короной. Герб лена может использоваться органами власти увенчанный королевской короной.

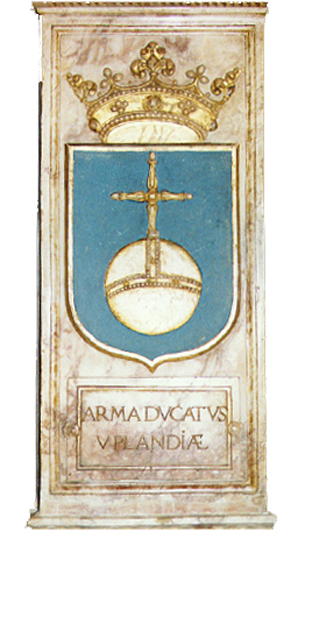
Герб Уппланда на надгробии Густава Вазы
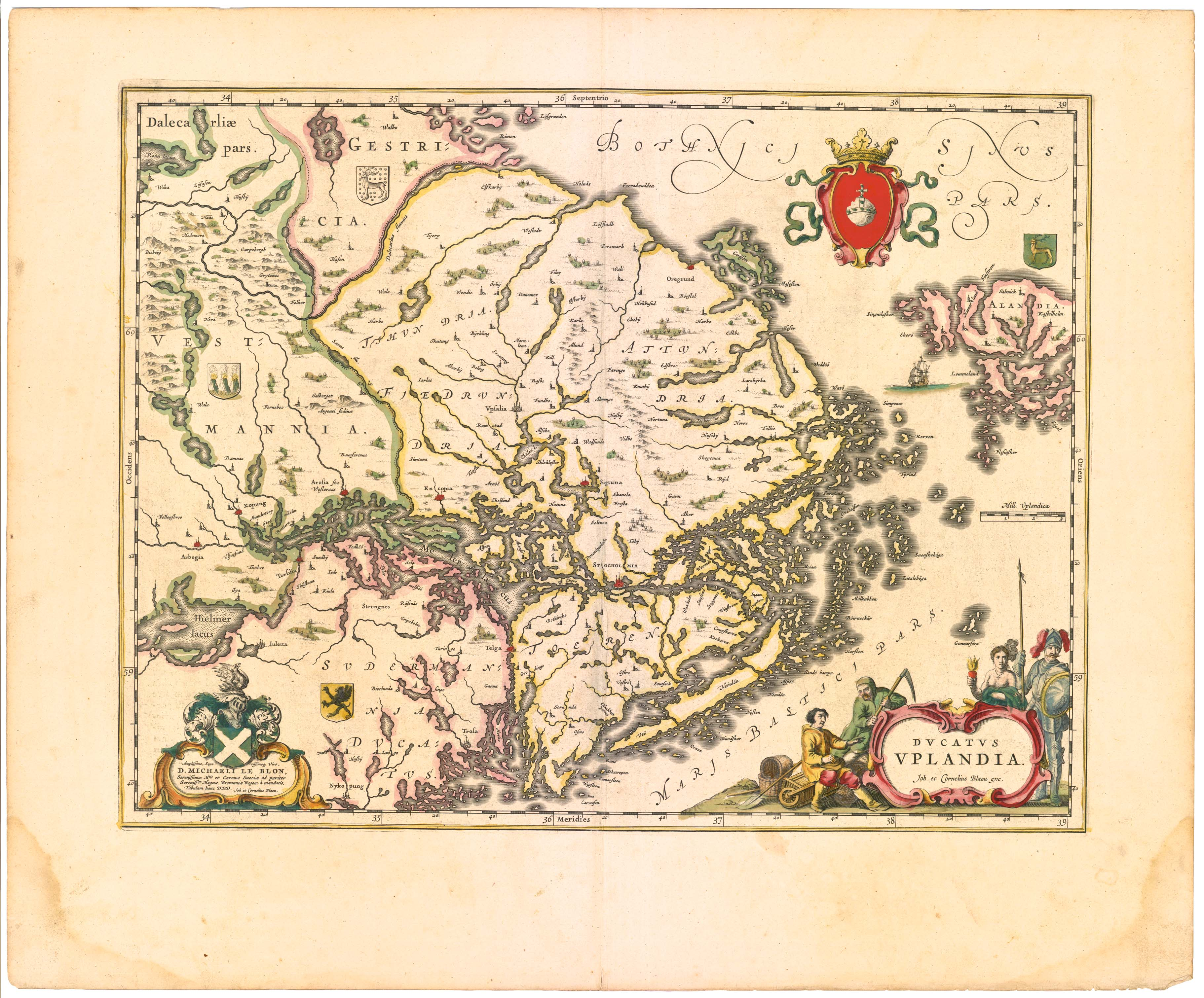
Герб Уппланда на рисунке 1645 года
Герб ландскапа с герцогской короной
Герб лена Уппсала с королевской короной